# Robert Schwarz Strauss
Robert Schwarz Strauss, född 19 oktober 1918 i Lockhart, Texas, död 19 mars 2014 i Washington, D.C., var en amerikansk diplomat och demokratisk politiker. Han var ordförande för Democratic National Committee 1972–1977, USA:s handelsrepresentant 1977–1979, USA:s sista ambassadör i Sovjetunionen från augusti till december 1991 och därefter USA:s ambassadör i Ryssland 1991–1992.
År 1937 deltog Strauss i Lyndon B. Johnsons första kongressvalkampanj och under andra världskriget tjänstgjorde han som FBI-agent. Efter kriget var han med om att grunda advokatbyrån Akin Gump Strauss Hauer & Feld i Dallas. Han tjänade dessutom miljoner genom att investera i fastigheter, radiostationer och banker.
Strauss efterträdde 1972 Jean Westwood som DNC-ordförande och efterträddes 1977 av Kenneth M. Curtis. President Jimmy Carter utnämnde Strauss 1977 till handelsrepresentant. Under Carters tid i Vita huset tjänstgjorde han dessutom 1979 som presidentens särskilda sändebud till Mellanöstern.
President George H.W. Bush utnämnde Strauss till ambassadör i Moskva. På grund av Sovjetunionens sönderfall ändrades hans status i december 1991 från ambassadör i Sovjetunionen till ambassadör i Ryska federationen.